# Bagenkop
Bagenkop is een plaats in de Deense regio Zuid-Denemarken, gemeente Langeland. De plaats telt 456 inwoners (2020). Het oude vissersplaatsje vormt het zuidelijkste punt van het eiland Langeland.
De oude haven is ook meteen het centrum van het plaatsje, hier vindt men enkele eetgelegenheden en winkels. Ook staat Bagenkop bekend om zijn vismarkt.
In het oudste stadsdeel van Bagenkop zijn kleine scheve huisjes en idyllische tuinen te bewonderen. Het plaatsje heeft dezelfde pittoreske sfeer als Skagen in Noord-Jutland. Binnen de kortste keren waant men zichzelf ver terug in de tijd. Het voormalige militaire complex, genaamd Langelandsfortet, in Bagenkop fungeert vandaag de dag als museum met kanonnen, bunkers en een tentoonstelling over de Koude Oorlog. Een van de vele herinneringen aan de oudheid, die de omgeving rijk is, is net buiten Bagenkop te vinden: de grafkelders van Hulbjerg Jættestue die ieder jaar veel toeristen trekken.

## Demografie
De volgende grafiek vertoont het bevolkingsaantal van Bagenkop de afgelopen vijftig jaar:

## Station

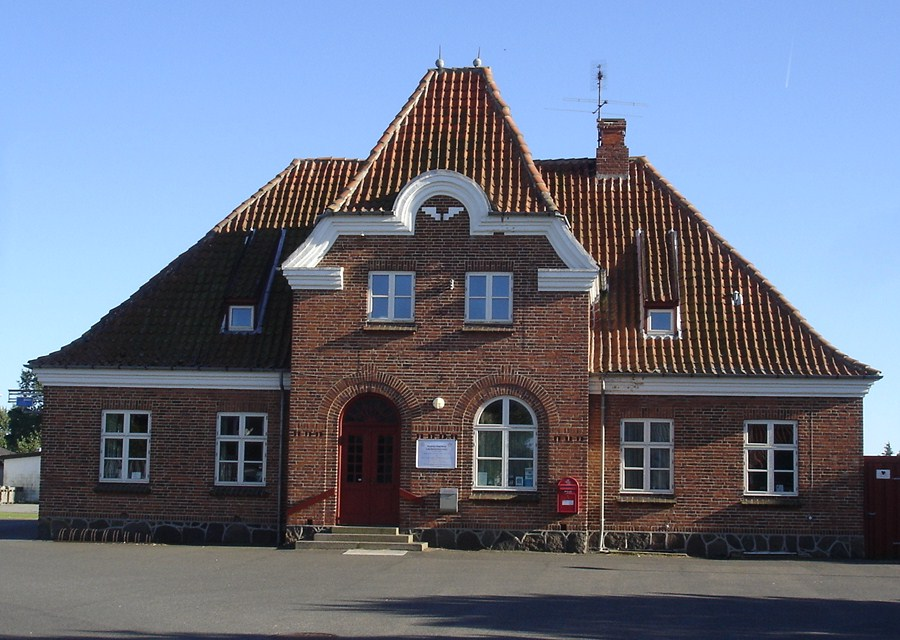
Voormalig station

Langeland kreeg in 1911 een spoorlijn. De lijn begon in Rudkøbing en had twee zijtakken, waarvan er één eindigde in Bagenkop. In 1966 werd de lijn gesloten. Het stationsgebouw in Bagenkop is bewaard gebleven.

## Strand
Bij Bagenkop liggen stranden met zand, stenen en gras. Het beste zandstrand van Langeland ligt bij de plaats Hesselbjerg, slechts enkele kilometers van Bagenkop. Hesselbjerg Strand heeft fijn zand, duinen en rustig laag water. Bovendien heeft het strand de Europese Blauwe Vlag.

## Natuur en omgeving
Bagenkop ligt in de luwte van hellingen en wordt omgeven door duinen, bossen en veengronden. Ook bevinden zich aan de kust vele lagunes met laag water. Het vogelreservaat Gulstav Mose ligt enkele kilometers van Bagenkop verwijderd en is een van de bekendsten in Denemarken. Met een overvloed aan interessante vogels trekt dit natuurgebied veel toeristen. Het duin van Dovns Klint ziet er na elke storm die Langeland ramt, anders uit. Ook Dovns Klit heeft een rijk vogelleven. Op het zuidelijkste puntje van Langeland ligt de vuurtoren Kelds Nor Fyr. Vanaf deze oude, 39 meter hoge, vuurturen heeft men een prachtig uitzicht over Langeland en Ærø. Op een heldere dag is zelfs de Duitse plaats Kiel zichtbaar.

## Activiteiten
Zuid-Langeland heeft goede condities voor sportvissers. Zo is Dovns Klint een geliefd plekje voor de kustvissers. Golfliefhebbers kunnen terecht op de banen van Langelands golfclub bij Humble. Het prachtige golfparcours ligt slechts enkele honderden meters van de zee verwijderd.
In het Surf Center Langeland, tevens bij Humble, zijn vele watersportactiviteiten te ondernemen. Hier heeft men de mogelijkheid om te duiken, snorkelen, een ritje op de banaanboot te maken of te varen in een kano of kajak.

## Galerij

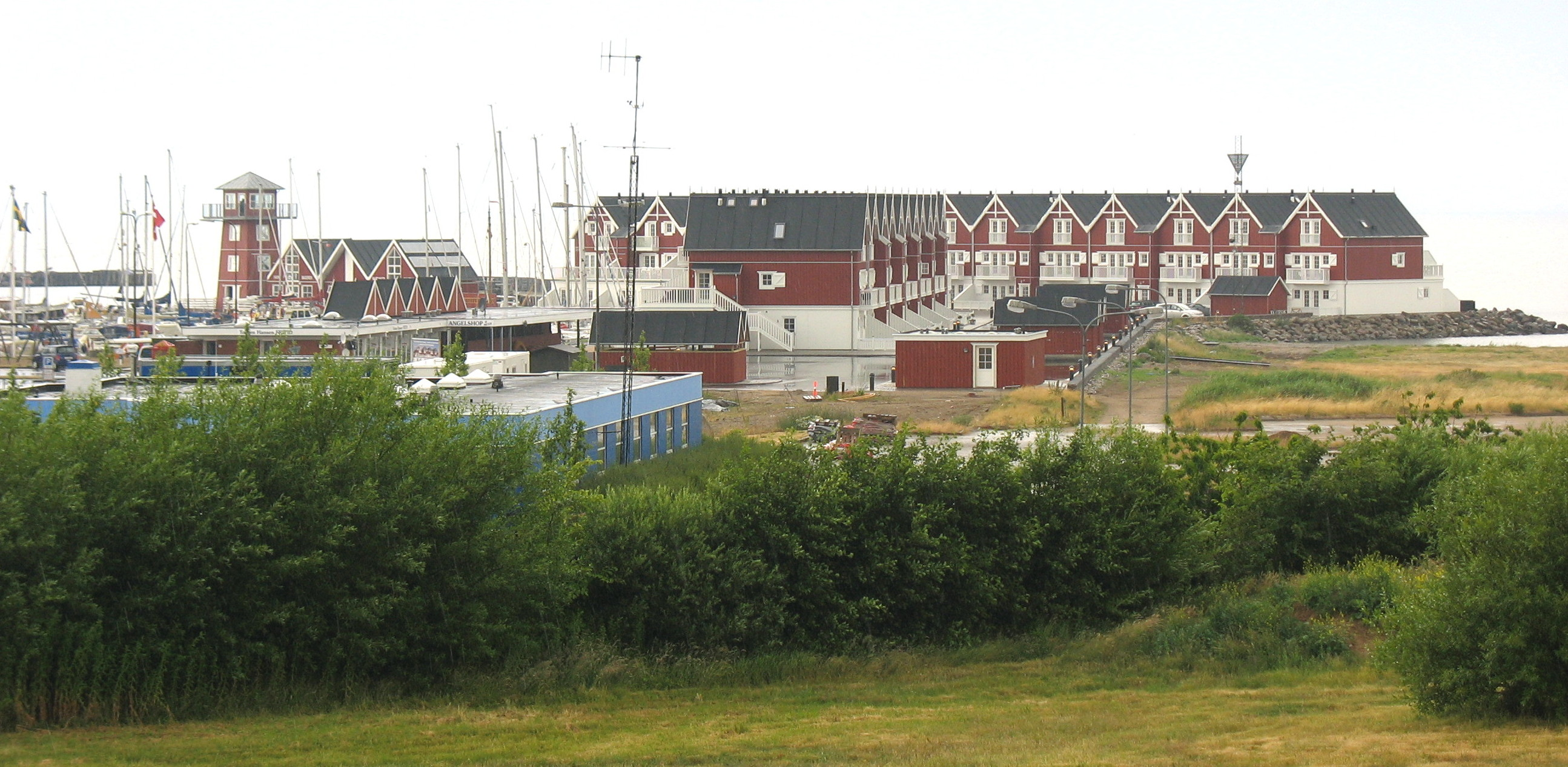
De haven van Bagenkop
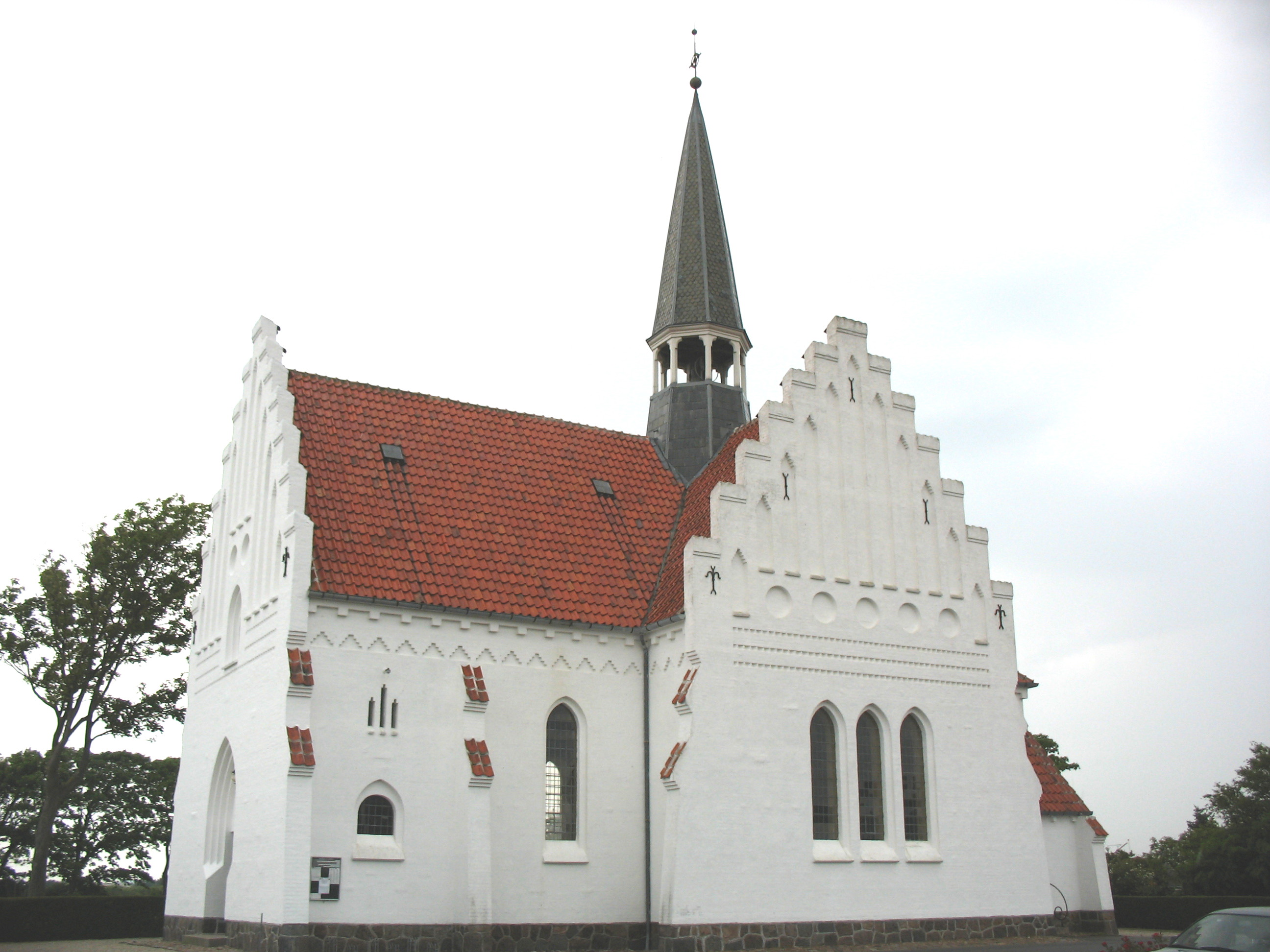
De kerk in het centrum